# Herina pseudoluctuosa
Herina pseudoluctuosa – gatunek muchówki z rodziny Ulidiidae i podrodziny Otitinae.
Gatunek ten został opisany w 1939 roku przez Williego Henniga.
Muchówkę tę cechuje żółta twarz, brązowowoczarna tarczce i co ciemnobrązowe przednie biodra, golenie i, z wyjątkiem żółtej nasady, uda odnóży. Na skrzydłach o długości 2,5–3 mm obecny wzór w postaci ciągnącej się od komórki kostalnej po żyłkę medialną przepaski poprzecznej, nie sięgającej za żyłkę R2+3 plamy na pterostygmie oraz dużej, prawie wielokątnej plamy wierzchołkowej.
Owad znany wyłącznie z Włoch.